# 保護傘 (餐廳)

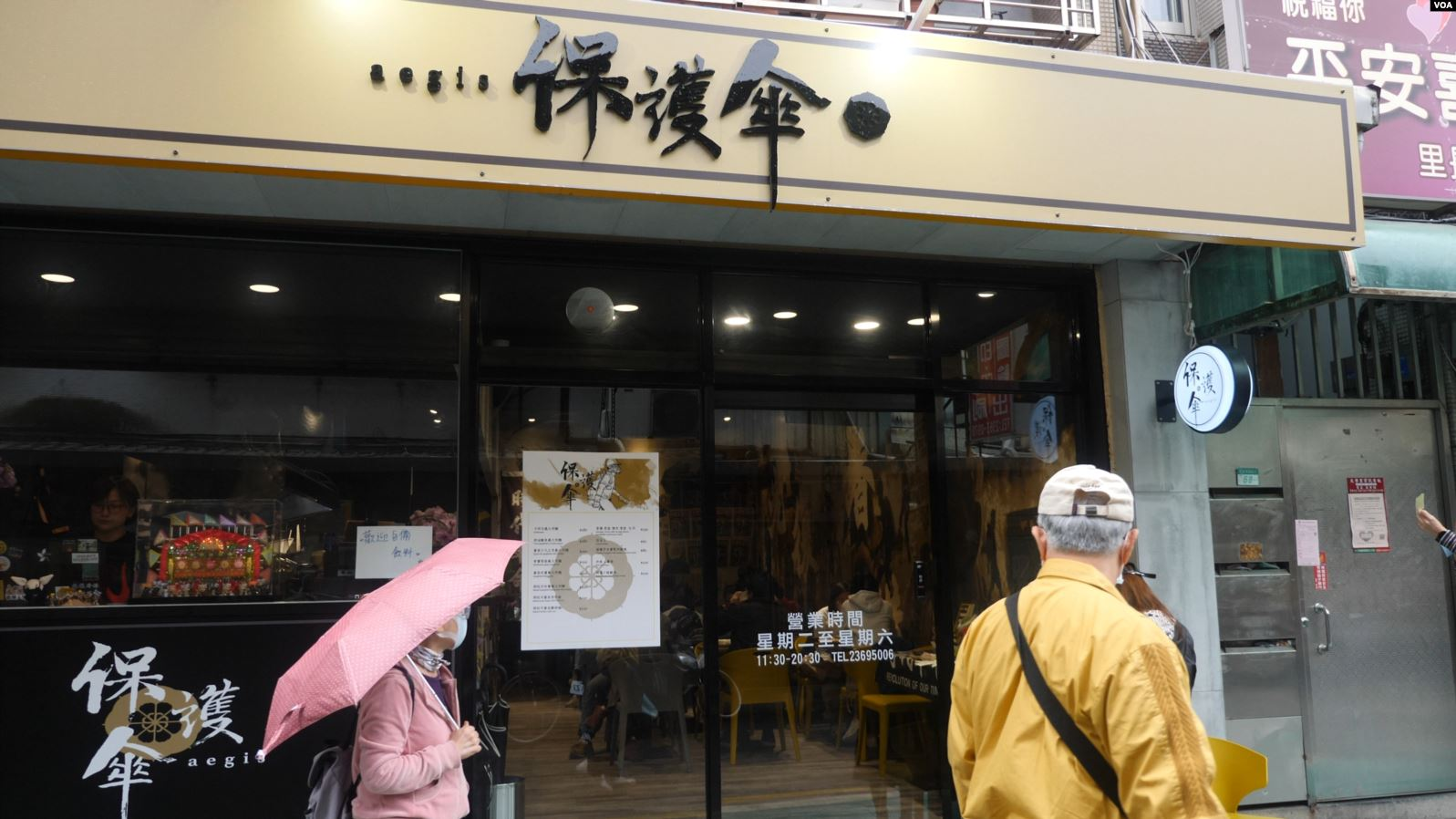
保護傘餐廳外貌

保護傘，是為了因反對逃犯條例修訂草案運動流亡台灣的香港示威者而開設的餐廳，目前已結業，轉型為網店，昔日位於臺北市新生南路上，鄰近國立臺灣大學。由替香港「反送中」抗爭運動擔任義務律師的黃國桐協助開設，於2020年4月19日正式開業。因經營不善停業，待2021年8月底租約到期就結束。惟餐廳於8月20日清晨4時許起火，火勢蔓延快速，存貨全部報銷，損失慘重，警消不排除人為因素。

## 創業目的
保護傘餐廳開設的目的是為了支援流亡台灣示威者和照顧其親友需要，幫助他們申請在台工作證，並僱用他們工作，讓示威者可依照法律途徑在台合法工作和謀生，給予他們一個自食其力的機會。餐廳亦提供法律援助和其他需求予在台或外地示威者及其在港親友，處理不同形式的申請在台居留個案，令示威者在台落地安居，並且鼓勵及支援年輕示威者繼續學業。
保護傘為了讓流亡台灣示威者能夠打工而嘗試擴展業務，開設分店寄賣黃店、抗爭者創意設計作品，與抗爭相關產品，保護傘更有設立網店代購，可購買到台灣各款食品品牌商品。

## 對香港流亡者的支持
根據媒體《星島日報》報導，當首張工作證獲核准，流亡台灣的香港示威者拿到工作證後，開心得跳起來。工作證的核准，讓流亡台灣的示威者可放下心頭大石，讓他們可在台灣合法工作，得到安定。保護傘餐廳的開設給予流亡示威者工作機會，亦在餐廳附近設立住所讓他們可留宿、暫住，並令他們可以就業和讀書，又為示威者提供法律支援及處理不同的申請。餐廳的開設，也提供一個新管道讓台灣人去支持香港年輕人，根據《三立新聞台》報道，在台居住的張姓港人夫婦表示盼透過支持「保護傘」餐廳撐香港。在開業首10日，餐廳常呈現客滿狀態，許多民眾領取輪候號碼後便在店外等候用餐，用支持餐廳的行動去支持示威者。保護傘餐廳也在臉書Facebook 宣布正在籌備保護傘服裝店，為流亡示威者尋找適合的職位，發揮其才能。

## 事件

### 遭潑糞事件
2020年10月16日中午，一名身穿黑色衣著、戴口罩和帽子的人進入餐廳，並直接拿着一桶雞糞便朝店長及廚房潑去後快速離去，導致所有廚具都要銷毀，餐廳16及17日不能營業。台北市政府副發言人戴于文表示，市政府嚴厲譴責暴力行為，已經請警察局全力緝兇。晚上，陸委會嚴厲譴責滋事行為，強調政府將追究相關人士責任，確保在台經商環境的安全及合法權利。後來新北市警方先後拘捕4名人，有人承認收受1萬5千元新台幣酬勞後犯案，有3人聲稱與餐廳及員工沒有私人恩怨，且不清楚餐廳的背景。
2020年11月9日，台北地檢署依公然侮辱、傷害及毀損等罪名起訴4名疑犯，並追查一名在背後教唆且身處中國大陸的陳姓中國籍男子，並發出通緝。
潑糞事件後，經過休整，保護傘餐廳於2020年11月11日重新開業。
2020年12月22日，台北地方法院開庭審理此案。4名嫌犯中的潑糞者莫凡出庭。是構成普通傷害罪還是過失傷害罪成為本案焦點。

## 外部連結
- 保護傘 Aegis的Facebook專頁
- 保護傘網址（页面存档备份，存于）